# Harmeriella terebrans
Harmeriella terebrans är en mossdjursart som beskrevs av John Borg 1940. Harmeriella terebrans ingår i släktet Harmeriella och familjen Harmeriellidae. Inga underarter finns listade i Catalogue of Life.